# ウィルソンループ
ゲージ理論では、ウィルソンループ(Wilson loop)（ケネス・ウィルソン(Kenneth G. Wilson)に因む）は、ゲージ不変な観測量を与えられたループのゲージ接続のホロノミー(holonomy)から得る。古典論では、ウィルソンループの集まりは、ゲージ変換を同一視したゲージ接続を再構成する十分な情報を構成する。
場の量子論では、ウィルソンループ観測量の定義は、フォック空間上の「善意の(bona fide)」作用素である。（実際、ハーグの定理(Haag's theorem)は、フォック空間は相互作用のある QFT に対しては存在しないという定理がある。）この定義は、数学的にはデリケートな問題であり、通常はフレーミングを持つ各々のループを備えた繰り込みが要求される。ウィルソン作用素の作用は、量子場の基本励起を作り出すことを解釈され、量子場はループへ局所化される。このようにして、マイケル・ファラデー(Michael Faraday)の「フラックスチューブ」は量子電磁気場の基本励起となる。
ウィルソンループは、1970年代に量子色力学 (QCD) の非摂動的定式化の試み、少なくとも QCD の強い相互作用の領域を扱う一連の変数記法として導入された。ウィルソンループは、クォークの閉じ込めの問題を解くことを意図し考案されたが、今日、未解決のままである。
強い相互作用を持つ量子場理論は、基本的な非摂動的励起をもっているという事実は、アレクサンダー・ポリヤコフ(Alexander Polyakov)により、最初の弦理論を定式化するために提唱された。これは時空での基本量子のループの伝播を記述している。
ウィルソンループはループ量子重力理論の定式化で重要な役割を果たすが、そこでは、スピンネットワークに取って変わられ（後日、スピンフォーム(spinfoam)となった）、ウィルソンループの一種の一般化となっている。
素粒子物理学と弦理論において、ウィルソンループ、特にコンパクト多様体の非可縮なループの周りのウィルソンループは、ウィルソンライン(Wilson lines)とよく言われる。

## 方程式
ウィルソンライン(Wilson line)変数 {\displaystyle W_{C}}（あるいは、ウィルソンループ(Wilson loop)変数のほうがよいが、）、常に閉曲線として扱うので、C に沿って動くゲージ場 {\displaystyle A_{\mu }} の経路順序べき(path-ordered exponential)のトレースにより定義された次の量である。
{\displaystyle W_{C}:=\mathrm {Tr} \,(\,{\mathcal {P}}\exp i\oint _{C}A_{\mu }dx^{\mu }\,)\,.}
ここに、{\displaystyle C} は空間内の閉曲線であり、{\displaystyle {\mathcal {P}}} は経路順序(path-ordering)作用素である。ゲージ変換
{\displaystyle {\mathcal {P}}e^{i\oint _{C}A_{\mu }dx^{\mu }}\to g(x){\mathcal {P}}e^{i\oint _{C}A_{\mu }dx^{\mu }}g^{-1}(x)\,},
であり、ここに {\displaystyle x\,} は、ループの単に起点と終点に対応する（ラインの起点と終点のみが寄与することに対し、間にあるゲージ変換は互いにキャンセルする）。たとえば、SU(2) ゲージに対し、{\displaystyle g^{\pm 1}(x)\equiv \exp\{\pm i\alpha ^{j}(x){\frac {\sigma ^{j}}{2}}\}} となる。{\displaystyle \alpha ^{j}(x)} は {\displaystyle x\,} の任意の実函数であり、{\displaystyle \sigma ^{j}} は 3つのパウリ行列(Pauli matrices)で、和は通常の繰り返しのインデックスを渡る和を意味する。
巡回置換(cyclic permutation)の下のトレースの不変性は、{\displaystyle W_{C}} がゲージ変換の下で不変であることを保証する。トレースを取る量は、ゲージリー群の元で、ロレースは実際、無限に多い既約表現の指標に関して、この元の指標であることに注意する。このことは、作用素 {\displaystyle A_{\mu }\,dx^{\mu }} が「トレースクラス」（従って、純粋離散スペクトル）へ限定するべきではないが、一般には通常通りエルミート的（数学的には自己随伴)である。詳しいは、最終的に観測している量はこのトレースであるので、どのループ上のどの点を起点とするかは問題ではない。それらの点はすべて同一の値を与える。
実際、A を主 G-バンドル上の接続形式とみなすと、上の方程式は実際、リー群 G の元を与えるループを回る単位元の平行移動と理解すべきである。
経路順序べきは、物理で共通に使われる便利な記法であるが、数学的な作用素の公正な値を秘匿している。数学者は接続の順序べきを「接続のホロノミー」として選び、ウィルソンループが満たすべき平行移動の微分方程式として特徴付けるであろう。
T=0 では、クォークの閉じ込め、あるいはゲージ不変な量子場理論の閉じ込めを解くこと、すなわち、変数が値の増加する「領域」か、ループの「周り」で逆になるかに従って、ウィルソンループ変数が特徴付けられる（「領域の中の法則」か「半径の法則」としても知られる「周囲の法則」となるか）。
有限温度の QCD において、ウィルソンループの熱的期待値は、と閉じ込められたハドロン相と場の閉じ込めの解かれた状態、つまりクォークグルーオンプラズマとを識別する。

## 参照項目
- 巻き付き数